# Schweizerische Textilfachschule

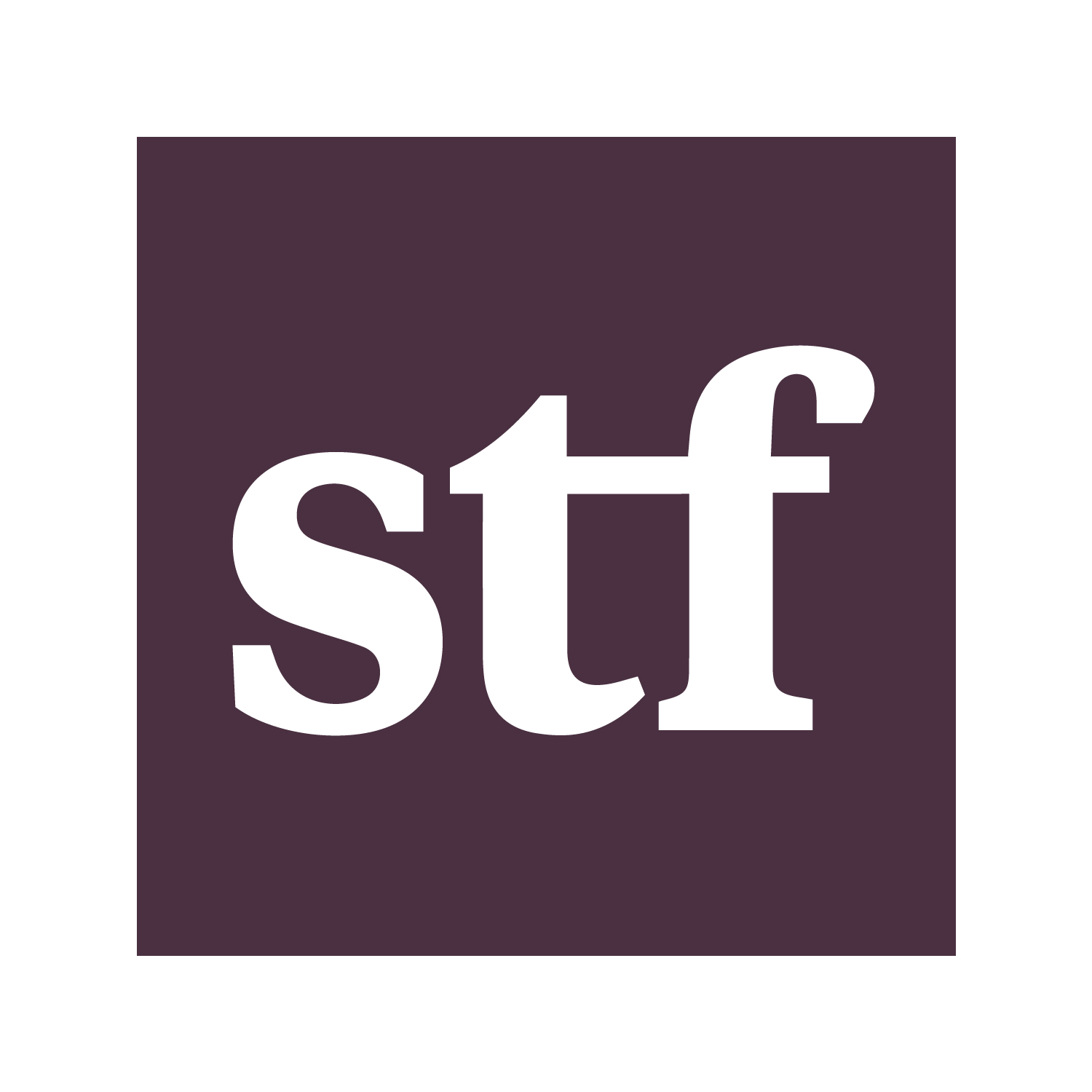
Logo der Schweizerischen Textilfachschule (STF)

Die Schweizerische Textilfachschule (STF) ist ein Ausbildungszentrum der Textilindustrie und der Bekleidungsindustrie sowie des Handels. 

## Geschichte

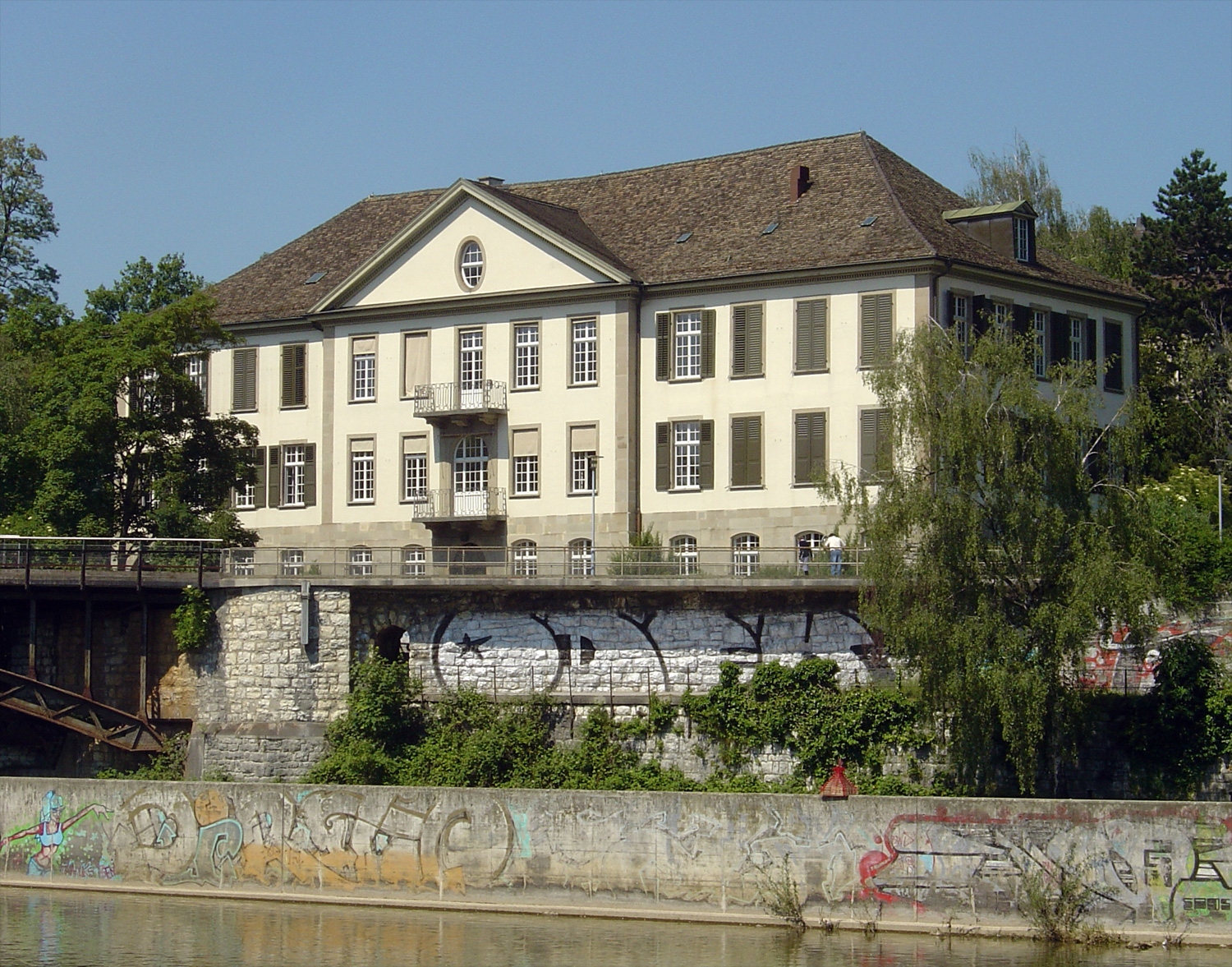
Ehemalige Seidenweb-/Textilfachschule Zürich

Die Webschule Wattwil und die Seidenwebschule Zürich wurden beide 1881 (unabhängig voneinander) gegründet. Im Jahre 1972 fusionierten die beiden Schulen zur Schweizerischen Textilfachschule STF.
Direktoren und Direktorinnen der Schweizerischen Textilfachschule:
- 1972 bis 1986:  Ernst Wegmann
- 1986 bis 2001:  Christoph Haller
- 2001 bis 2002:  Fritz Blum
- 2002 bis 2015:  Helmut Hälker
- 2015 bis 2023: Sonja Amport
- ab 2023: Stephanie Witschi

## Tätigkeit
Die Schule bietet ihren Studierenden neben der Grundausbildung auch fachliche Vertiefung, so zum Beispiel ein Master of Science (MSc) in Product Management Fashion & Textile an. Dabei deckt die Schule mit ihren Studiengängen, Kursen und Workshops den gesamten Bereich der Textilindustrie und Modebranche, sowohl in der Produktion als auch im Marketing und Handel ab.

## Organisation und Standorte
Die Schule ist als Genossenschaft organisiert und wird von Kanton und Gemeinden, Genossenschafter und Firmen sowie von Verbänden getragen.
Die aktuelle Direktorin der STF ist Frau Stephanie Witschi.
Der Hauptsitz ist in Zürich, zudem betreibt die Schule noch einen Standort in Wattwil.

## Fachbereiche, Forschung und Entwicklung
Folgende Fachbereiche werden an der STF unterschieden: Textiles, Fashion, Business Management und Design.
Ein wichtiger Teil der Schule ist auch die Forschung und Entwicklung. Diese Projekte werden von der Kommission für Technologie und Innovation (KTI) der Schweizerischen Eidgenossenschaft gefördert.

## Infrastruktur
In Wattwil verfügt die STF über einen vielseitigen Maschinenpark, welcher wichtigen Maschinen der Spinnerei, Weberei, Wirkerei/Strickerei, Bekleidungstechnik und der Zwirnerei umfasst. In Zürich sind die Stick- und Strickmaschinen, ein Bodyscanner sowie ein Textilveredlungs- und Prüflabor stationiert.